# Abraham Mateo
Abraham Mateo, punim imenom Abraham Mateo Chamorro (San Fernando, Cádiz, 25. kolovoza 1998.), španjolski pjevač.
Do sada je snimio tri studijska albuma, koji su svi bili uvršteni u top-ljestvicu Spanish Albums Chart. Mnogobrojne koncertne turneje i nastupi diljem Europe i Latinske Amerike priskrbile su mu veliku popularnost i međunarodni ugled.

## Diskografija

### Studijski albumi
- 2009.: Abraham Mateo
- 2013.: AM
- 2014.: Who I AM
- 2015.: Are You Ready?
- 2018.: A cámara lenta

### Singlovi
- "Vuelve conmigo" (2009.)
- "Desde que te fuiste" (2011.)
- "Señorita" (2012.)
- "Girlfriend" (2013.)
- "Lánzalo" (2014.)
- "All the girls" (2014.)
- "Todo terminó" (2015.)

## Vanjske poveznice
- Službena stranica